# Bój pod Żabinem
Bój pod Żabinem – część bitwy pod Kobryniem; walki polskiego 58 pułku piechoty mjr. Pawła Chroboka z sowiecką 165 Brygadą Strzelców w okresie ofensywy jesiennej wojsk polskich w czasie wojny polsko-bolszewickiej.

## Sytuacja ogólna
Realizując w drugiej połowie sierpnia 1920 operację warszawską,  wojska polskie powstrzymały armie Frontu Zachodniego Michaiła Tuchaczewskiego. 1 Armia  gen. Franciszka Latinika zatrzymała sowieckie natarcie  na przedmościu warszawskim, 5 Armia gen. Władysława Sikorskiego podjęła działania ofensywne nad Wkrą, a ostateczny cios  sowieckim armiom zadał marszałek Józef Piłsudski  wyprowadzając uderzenie znad Wieprza. Zmieniło to radykalnie losy wojny. Od tego momentu Wojsko Polskie było w permanentnej ofensywie.
Po wielkiej bitwie nad Wisłą północny odcinek frontu polsko-sowieckiego zatrzymał się na zachód od linii Niemen – Szczara. Na froncie panował względny spokój, a obie strony reorganizowały swoje oddziały.
Wojska Frontu Zachodniego odtworzyły ciągłą linię frontu już 27 sierpnia. Obsadziły one rubież Dąbrówka- Odelsk – Krynki - Grodno - Grodek Kamieniec Litewski. 
Stąd Tuchaczewski zamierzał w przeprowadzić koncentryczne natarcie na Białystok i Brześć, by dalej ruszyć na Lublin. Uderzenie pomocnicze na południu miała wykonać między innymi 1 Armia Konna Siemiona Budionnego.
Reorganizując siły, Naczelne Dowództwo Wojska Polskiego zlikwidowało dowództwa frontów  i rozformowało 1. i 5. Armię. Na froncie przeciwsowieckim rozwinięte zostały 2., 3., 4. i 6. Armie.
4 Armia gen. Leonarda Skierskiego została przerzucona z rejonu Łomży na wschód. Dywizje obsadziły front wzdłuż linii kolejowej Bielsk – Brześć – Włodawa. 14 Dywizja Piechoty obsadziła front od Wilamowicz do Brześcia. Po ściągnięciu posiłków z głębi Rosji bolszewicy uzyskali przewagę na odcinku frontu polskiej 4 Armii. Generał Skierski postanowił uprzedzić uderzenie sowieckie na Brześć.
14 Wielkopolska Dywizja Piechoty rozpoczęła działania w kierunku na Kobryń.

## Walki pod Żabinem
13 września 58 pułk piechoty mjr. Pawła Chrobaka zajmował pozycje obronne na lewym skrzydle 14 Wielkopolskiej Dywizji Piechoty w rejonie Poddubna. Następnego dnia dowódca dywizji gen. Daniel Konarzewski postawił zadanie, by 58 pp osiągnął linię bagien Koziegobrodu i tym samym wyszedł na tyły walczącej pod Tewlami sowieckiej 170 Brygady Strzelców.
Przed południem pułk wyruszył z Poddubna w stronę Żabina. W tym samym czasie z Prużany na Żabin maszerowała kolumna sowieckiej 165 Brygady Strzelców. Na wschód od Żabina doszło do boju spotkaniowego.
Walkę awangard rozstrzygnęło brawurowe natarcie Il batalionu por. Darnowskiego. Czoło sowieckiej brygady zostało odrzucone, a podjęta przez nią próba kontrataku załamała się w ogniu batalionu. 
Kolejne kontrataki wykonywane metodą linii tyralier zagroziły oskrzydleniem pułku. Major Chrobok wysłał na pierwszą linię wszystkie swoje odwody. W czterogodzinnym boju obie strony poniosły znaczne straty.
Fakt stacjonowania 170 Brygady Strzelców w pobliskich Szawlach spowodował, że dowódca polskiego pułku zdecydował się atakować i jak najszybciej zakończyć bój. Początkowo ataki polskiej piechoty załamywały się na twardej obronie przeważającego liczebnie przeciwnika. 
Dopiero zdecydowane uderzenie 3 kompanii w lewe skrzydło nieprzyjacielskiej brygady przeważyło szalę zwycięstwa. Sowieci zaczęli wycofywać się na północ.
Wykorzystując sukces 3 kompanii, mjr Chrobok obsadził wojskiem szosę prużańską, która stanowiła jedyną drogę odwrotu przeciwnika. 
Okoliczne bagna uniemożliwiły oddziałom 165 BS wykonywanie jakichkolwiek manewrów. Uderzyła ona zatem czołowo na blokujące drogę pododdziały polskie i przełamała  blokadę.
Tutaj jednak, stłoczona na grobli, poniosła olbrzymie straty od ognia polskiej broni maszynowej. Resztki czerwonoarmistów skapitulowały. 

## Bilans walk
W  bitwie pod Żabinem 58 pułk piechoty odniósł spektakularny sukces. Sowiecka 165 Brygada Strzelców została całkowicie zniszczona. Odnotowano około sześciuset poległych i pięciuset rannych czerwonoarmistów. Wzięto do niewoli niemal czterystu jeńców i zdobyto siedemnaście ckm-ów. Zwycięstwo 58 pułk piechoty przypłacił stratą dziesięciu poległych i siedemnastu rannych. 